# Dieter Bövers
Dieter Bövers (* 23. Oktober 1946) ist ein ehemaliger deutscher Fußballspieler.

## Werdegang
Der Mittelfeldspieler Dieter Bövers begann seine Karriere beim SV Arminia Hannover. Für die Arminia absolvierte er zwischen 1969 und 1971 51 Spiele in der seinerzeit zweitklassigen Regionalliga Nord und erzielte dabei zwei Tore. 1971 wechselte Bövers zu Minden 05 in die Verbandsliga Westfalen. Später war Bövers noch für den BSV Rehburg aktiv. 